# Colleteria
Colleteria es un género con dos especies de plantas con flores perteneciente a la familia Rubiaceae. Se distribuye por el Caribe.

## Taxonomía
El género fue descrito por David W.Taylor y publicado en Systematics and Geography of Plants 73(2): 203–204, f. 1–, en el año 2003.

## Especies deColleteria
- Colleteria exserta (DC.) David W.Taylor
- Colleteria seminervis (Urb. & Ekman) David W.Taylor